# Rhyssoleptoneta aosen
Espèce
Rhyssoleptoneta aosen est une espèce d'araignées aranéomorphes de la famille des Leptonetidae.

## Distribution
Cette espèce est endémique de Pékin en Chine,. Elle se rencontre dans le district de Chaoyang.

## Description
Le mâle holotype mesure 1,90 mm et la femelle paratype 2,15 mm.

## Étymologie
Son nom d'espèce lui a été donné en référence au lieu de sa découverte, Aosen.

## Publication originale
- Zhu & Li, 2021 : Five new leptonetid spiders from China (Araneae: Leptonetidae). Zootaxa, no 4984(1), p. 281-299.